# Aled Jones

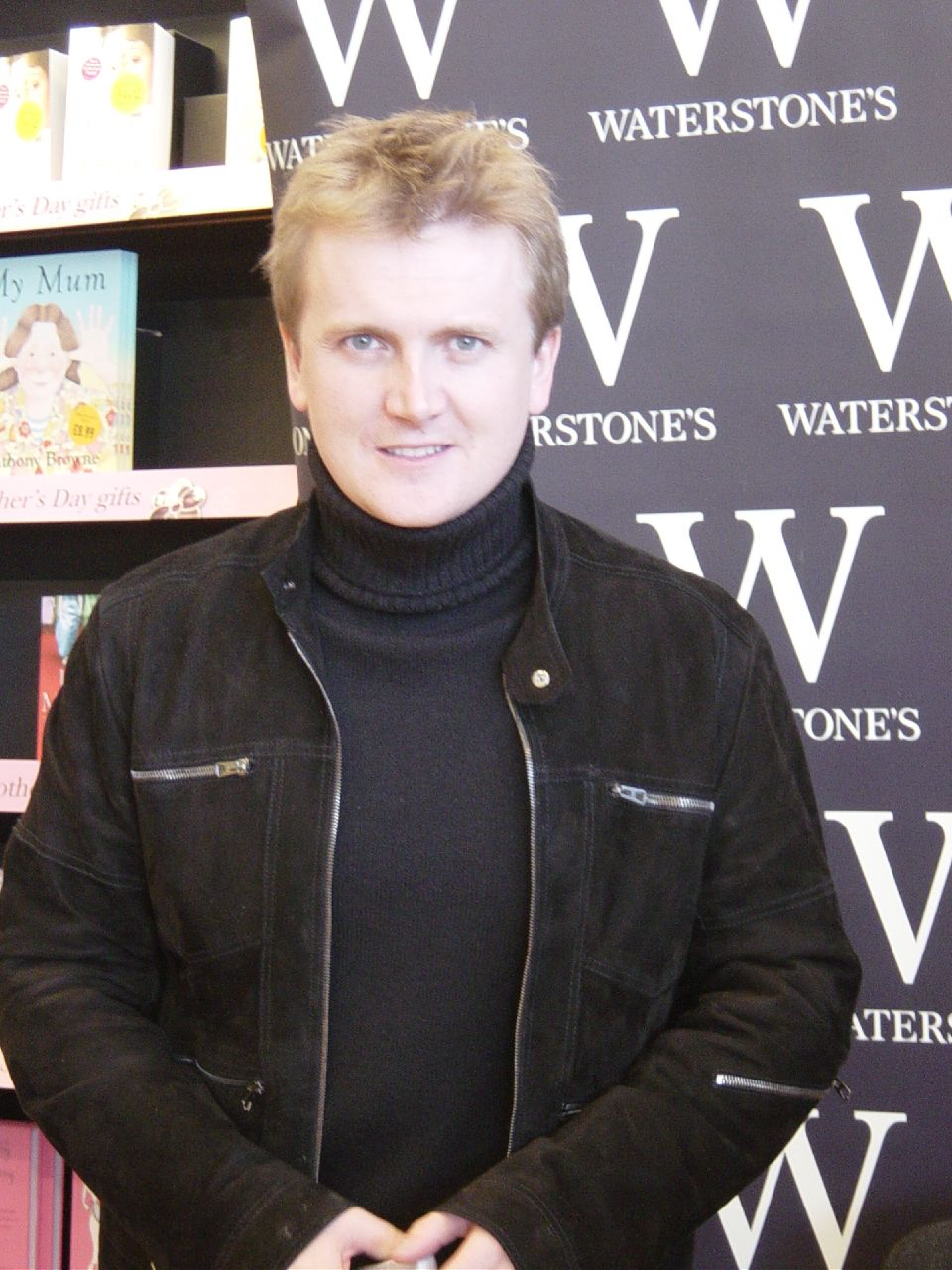
Aled Jones bei Waterstone’s im Jahre 2006

Aled Jones MBE (* 29. Dezember 1970 in Bangor) ist ein walisischer Pop- und Klassiksänger und Radiomoderator.

## Biografie
Bereits als 15-Jähriger hatte Aled Jones seine ersten Erfolge im Popgeschäft. Mit seinem Debütalbum All Through the Night stieg er in Großbritannien bis auf Platz 2 der Charts und mit einer Neuaufnahme des Liedes Walking in the Air, das zuvor auf dem Soundtrack des Zeichentrickfilms Der Schneemann veröffentlicht worden war, erreichte er die Top 5 in den Singlecharts. Im selben Jahr war er auch auf der Single Pictures in the Dark von Mike Oldfield vertreten. In den folgenden beiden Jahren hatte er noch einige weitere erfolgreiche Alben, dann unterbrach der Stimmbruch seine Karriere. Jones studierte in den folgenden Jahren an der Royal Academy of Music und trat 1995 im Musical Joseph and the Amazing Technicolor Dreamcoat auf. Danach war er unter anderem auch Moderator für Klassik-Sendungen bei Classic FM und bei der BBC.
Anfang der 2000er Jahre begann er auch wieder mit Albumveröffentlichungen, die regelmäßig in den Charts platziert waren.
Im Juni 2013 wurde er von Königin Elisabeth II. für seine Verdienste mit dem MBE ausgezeichnet.
Seine Tochter Emilia Jones (* 2002) ist als Schauspielerin tätig.
Von Januar bis Februar 2022 nahm Jones als Traffic Cone an der dritten Staffel der britischen Version von The Masked Singer teil, in der er den fünften von insgesamt zwölf Plätzen erreichte. Im Februar 2023 sang Jones zusammen mit Natalie Appleton, die im Kostüm Fawn steckte, im Finale der vierten Staffel von The Masked Singer ein Duett.

## Diskografie

### Studioalben
| Jahr | Titel                               | Höchstplatzierung, Gesamtwochen, AuszeichnungChartsChartplatzierungen (Jahr, Titel, Platzierungen, Wochen, Auszeichnungen, Anmerkungen) | Anmerkungen                             |
| Jahr | Titel                               | UK | Anmerkungen                             |
| ---- | ----------------------------------- | --- | --------------------------------------- |
| 1985 | All Through the Night               | UK2 Platin · (44 Wo.)UK | Verkäufe: + 300.000                     |
| 1985 | Aled Jones and the BBC Welsh Chorus | UK11 Gold · (10 Wo.)UK | Verkäufe: + 100.000                     |
| 1986 | Where E’er You Walk                 | UK36 (6 Wo.)UK |                                         |
| 1986 | Pie Jesu                            | UK25 Silber · (16 Wo.)UK | Verkäufe: + 60.000                      |
| 1986 | An Album of Hymns                   | UK18 Gold · (11 Wo.)UK | Verkäufe: + 100.000                     |
| 1987 | Aled (Music from the TV Series)     | UK52 Silber · (6 Wo.)UK | Verkäufe: + 60.000                      |
| 2002 | Aled                                | UK27 Gold · (13 Wo.)UK | Verkäufe: + 100.000                     |
| 2003 | Higher                              | UK21 Gold · (13 Wo.)UK | Verkäufe: + 100.000                     |
| 2004 | The Christmas Album                 | UK28 Gold · (5 Wo.)UK | Verkäufe: + 100.000                     |
| 2005 | New Horizons                        | UK21 Silber · (6 Wo.)UK | Verkäufe: + 60.000                      |
| 2007 | Reason to Believe                   | UK15 (5 Wo.)UK |                                         |
| 2010 | Aled’s Christmas Gift               | UK69 (3 Wo.)UK |                                         |
| 2011 | Forever                             | UK46 (2 Wo.)UK |                                         |
| 2016 | One Voice                           | UK3 Silber · (13 Wo.)UK | Verkäufe: + 60.000                      |
| 2016 | One Voice at Christmas              | UK22 Silber · (5 Wo.)UK | Verkäufe: + 60.000                      |
| 2017 | One Voice: Believe                  | UK17 (6 Wo.)UK |                                         |
| 2018 | In Harmony                          | UK8 Gold · (9 Wo.)UK | mit Russell Watson; Verkäufe: + 100.000 |
| 2019 | Back in Harmony                     | UK7 (10 Wo.)UK | mit Russell Watson                      |
| 2020 | Blessings                           | UK14 (8 Wo.)UK |                                         |
| 2022 | Christmas with Aled & Russell       | UK14 (6 Wo.)UK | mit Russell Watson                      |

Weitere Alben
- Voices from the Holy Land (1985, Platin)
- The Heart of It All (2014)

### Kompilationen
| Jahr | Titel                         | Höchstplatzierung, Gesamtwochen, AuszeichnungChartsChartplatzierungen (Jahr, Titel, Platzierungen, Wochen, Auszeichnungen, Anmerkungen) | Anmerkungen        |
| Jahr | Titel                         | UK | Anmerkungen        |
| ---- | ----------------------------- | --- | ------------------ |
| 1987 | The Best Of                   | UK59 Silber · (5 Wo.)UK | Verkäufe: + 60.000 |
| 2006 | You Raise Me Up – The Best Of | UK63 Silber · (4 Wo.)UK | Verkäufe: + 60.000 |

Weitere Kompilationen
- 2009: Aled Jones – The Ultimate Collection

### Singles
| Jahr | Titel Album                         | Höchstplatzierung, Gesamtwochen, AuszeichnungChartsChartplatzierungen (Jahr, Titel, Album, Platzierungen, Wochen, Auszeichnungen, Anmerkungen) | Anmerkungen         |
| Jahr | Titel Album                         | UK | Anmerkungen         |
| ---- | ----------------------------------- | --- | ------------------- |
| 1985 | Memory                              | UK42 (4 Wo.)UK |                     |
| 1985 | Walking in the Air                  | UK5 Silber · (16 Wo.)UK | Verkäufe: + 200.000 |
| 1986 | A Winter Story                      | UK51 (4 Wo.)UK |                     |
| 1987 | Walking in the Air (1987)           | UK92 (1 Wo.)UK |                     |
| 2009 | Silver Bells / Me and My Teddy Bear | UK27 (3 Wo.)UK | mit Sir Terry Wogan |

### Gastbeiträge
| Jahr | Titel Album          | Höchstplatzierung, Gesamtwochen, AuszeichnungChartplatzierungen (Jahr, Titel, Album, Platzierungen, Wochen, Auszeichnungen, Anmerkungen) | Höchstplatzierung, Gesamtwochen, AuszeichnungChartplatzierungen (Jahr, Titel, Album, Platzierungen, Wochen, Auszeichnungen, Anmerkungen) | Höchstplatzierung, Gesamtwochen, AuszeichnungChartplatzierungen (Jahr, Titel, Album, Platzierungen, Wochen, Auszeichnungen, Anmerkungen) | Höchstplatzierung, Gesamtwochen, AuszeichnungChartplatzierungen (Jahr, Titel, Album, Platzierungen, Wochen, Auszeichnungen, Anmerkungen) | Anmerkungen                                                    |
| Jahr | Titel Album          | DE | AT | CH | UK | Anmerkungen                                                    |
| ---- | -------------------- | --- | --- | --- | --- | -------------------------------------------------------------- |
| 1985 | Pictures in the Dark | DE4 (15 Wo.)DE | AT3 (12 Wo.)AT | CH5 (11 Wo.)CH | UK50 (7 Wo.)UK | Mike Oldfield feat. Aled Jones, Anita Hegerland & Barry Palmer |